# Episodi di Adventures of Superman (quinta stagione)
La quinta stagione della serie TV Adventures of Superman è andata in onda negli Stati Uniti d'America dall'8 marzo 1957 al 31 maggio 1957.
| nº   | Titolo originale                  | Titolo italiano | Prima TV USA   | Prima TV Italia |
| ---- | --------------------------------- | --------------- | -------------- | --------------- |
| 1.01 | Peril in Paris                    |                 | 8 marzo 1957   |                 |
| 1.02 | Tin Hero                          |                 | 15 marzo 1957  |                 |
| 1.03 | The Town That Wasn't              |                 | 22 marzo 1957  |                 |
| 1.04 | Tomb of Zaharan                   |                 | 29 marzo 1957  |                 |
| 1.05 | The Man Who Made Dreams Come True |                 | 5 aprile 1957  |                 |
| 1.06 | Disappearing Lois                 |                 | 12 aprile 1957 |                 |
| 1.07 | Money to Burn                     |                 | 19 aprile 1957 |                 |
| 1.08 | Close Shave                       |                 | 26 aprile 1957 |                 |
| 1.09 | The Phony Alibi                   |                 | 3 maggio 1957  |                 |
| 1.10 | The Prince Albert Coat            |                 | 10 maggio 1957 |                 |
| 1.11 | The Stolen Elephant               |                 | 17 maggio 1957 |                 |
| 1.12 | Mr. Zero                          |                 | 24 maggio 1957 |                 |
| 1.13 | Whatever Goes Up                  |                 | 31 maggio 1957 |                 |